# 釣石神社
釣石神社（つりいしじんじゃ）は、宮城県石巻市北上町十三浜にある神社で、落ちそうで落ちない巨石が祀られている。

## 概要
石巻市の北東部、新北上川の河口付近の北側にある。「釣石神社」の名の由来は、御神体の巨石をしめ縄で釣りあげていて、今にも落ちそうに見えるところにある。祭神の天児屋根命（あめのこやねのみこと）は､知恵の神様､学業の神様で、ご神体は､断崖に釣り上げられたように見える「釣石」が男の神様で周囲14m、下の巨石が女の神様で、およそ8m×4mある。
巨石は、1978年（昭和53年）の宮城県沖地震でビクともしなかったことから、「落ちそうで落ちない受験の神様」として有名になっていた。更に2011年（平成23年）の東日本大震災で、北上川河口に近い周辺の集落は津波にさらわれ、神社も社務所や鳥居、飾ってあった絵馬などが流されたものの巨石は落ちることはなかった。
縁結び・夫婦円満・子孫繁栄に御利益があるとされているほか、落ちそうで落ちないことから合格祈願・会社の景気支えの祈願、釣の一字から大漁祈願、石が亀の頭によく似ていることから萬年長寿の祈願に参拝者が訪れる。境内地から日本の音風景100選の北上川河口のヨシ原が見渡せることから毎年12月中旬には「ヨシ門松」と、「葦の輪」が飾られる。これには、参拝者がこれをくぐり抜けることで「けがれを祓い身を清め、祈願が成就」して「良い年」になるようにという願いが込められている。

## 歴史
- 1618年（元和4年）頃 山間から北上川に近い今の場所に遷宮された。
- 1772年（明和9年） 仙台藩の地誌「封内風土記」に取り上げられる。
- 1978年（昭和53年） マグニチュード7.4を記録した宮城県沖地震があったが無事だった。
- 1998年（平成10年）頃から 氏子らが「神社を観光名所にして地域を盛り上げよう」と北上川の河岸に生い茂るヨシで直径3.5mの茅の輪を作って奉納。受験生らがくぐれるようにして「ヨシ合格」の語呂合わせでアピールした[注 1]。
- 2011年（平成23年） 東日本大震災で、10m前後の津波が北上川を遡上。近隣で多くの人命が失われた悲劇があった。神社一帯も沼地のようになり、境内の杉の木も赤く立ち枯れた[3]。

## 周辺の見所
- 道の駅上品の郷
- 三陸復興国立公園
- 神割崎
- 大盤平放牧場
- 上品山

## アクセス
- 三陸沿岸道路河北ICより約25分
- JR東日本石巻線鹿又駅から（宮城交通バス「上品の郷」停20分／住民バス30分)